# Frazer Irving
Frazer Alex Irving (Ilford, 1970) è un fumettista britannico, principalmente noto per aver disegnato il fumetto Necronauts, insieme a Gordon Rennie, parte dell'antologia di fumetti 2000 AD.

## Biografia
Irving ha studiato arte presso l'Università di Portsmouth, in Inghilterra, dopo di che ha assunto vari lavoretti temporanei a Londra. Dopo essere sbarcato nel mercato americano ha lavorato in numerosi celebri fumetti di supereroi, fra cui molti insieme a Grant Morrison.
Ha collaborato alla mini serie di Joe Casey Iron Man: The Inevitable, ed a Silent War, una serie di sei volumi con protagonisti gli inumani, scritta da David Hine. Ha inoltre realizzato i disegni per la miniserie Azrael di Fabian Nicieza, per Batman & Robin, per The Return of Bruce Wayne, Timestorm 2009-2099 e la nuova serie della DC Comics Xombi.